# Paul Hermann
Paul Hermann (30 de junio de 1646, Halle (Sajonia-Anhalt) – 29 de enero de 1695, Leiden) fue un médico y botánico alemán quien por quince años fue director del Hortus Botanicus Leiden.
Nace en Halle, Alemania, Paul Hermann era hijo de Johann Hermann, un reconocido organista, y de Maria Magdalena Röber, una clérigo mujer. Luego de graduarse de la Escuela de Medicina de Padua, será contratado por la Compañía Holandesa de las Indias Orientales y viaja a Ceilán (hoy Sri Lanka) como oficial médico de a bordo; permaneciendo entre 1672 a 1677. Durante esa estadía, realiza recolecciones científicas de la flora y la fauna de esa isla. Posteriormente, le fue ofrecido trabajo en Leiden y ocupó la Cátedra de Botánica de la Universidad de Leiden en 1679 permaneciendo allí por el resto de su vida profesional. Inmediatamente se dedicó a lo que fue el mejor jardín botánico de Europa.

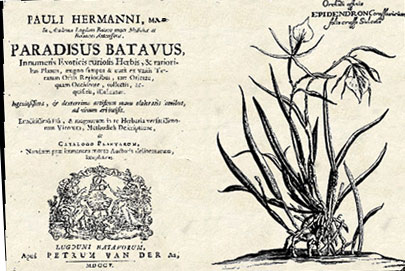
Paradisus batavus, por Paul Hermann, Leyden, 2ª ed. 1705

El trabajo de Hermann: Paradisus batavus, una descripción de las plantas del jardín botánico de la Universidad de Leiden, y publicada tres años luego de su deceso, en 1698 y editado por William Sherard. Sherard también editó sus notas y el patrocinio solicitado para la publicación de este libro importante. Fueron estudiantes en París con Tournefort, en 1688. Más tarde Sherard recolectó otras de sus notas y así produjo un catálogo publicado como Musaeum Zeylanicum (1717, 2ª ed.: 1727). Los originales de la colección de Hermann de Ceilán fueron utilizados por el genial Carlos Linneo al escribir su Flora Zeylanica (de 1747) y Species plantarum (de 1753), donde usó su abreviatura "Hermann herb." en esas publicaciones. Después que las colecciones de Hermann pasaron por muchas manos, finalmente fueron adquiridos por Sir Joseph Banks. En la actualidad se resguardan en el Museo de Historia Natural de Londres. Hermann fue un excelente ilustrador botánico y tuvo una excelente comprensión de los términos botánicos como lo declaró el mismo Linneo.

## Otras publicaciones
- Horti Academici Lugduno-Batavi Catalogus. 1687 (Google libros, BSB)
- Florae Lugduno-Batavae flores. 1690 (BSB)
- Paradisus Batavus. 1698. (BSB)

## Honores

### Epónimos
Géneros
- Joseph Pitton de Tournefort lo honra con Hermannia Tourn. de la familia de Malvaceae.[1]
- Carlos von Linneo lo hace con el mismo género de la familia Sterculiaceae.[2][3]

- La abreviatura «Herm.» se emplea para indicar a Paul Hermann como autoridad en la descripción y clasificación científica de los vegetales.[4]